# Lagunón
Lagunón est une ville de l'Uruguay située dans le département de Rivera. Sa population est de 2 154 habitants.

## Population
| Année | Population |
| ----- | ---------- |
| 1963  | -          |
| 1975  | -          |
| 1985  | 559        |
| 1996  | 654        |
| 2004  | 2 154      |

,